# Norðoyri
Norðoyri (duń. Nordøre lub Oyri przez lokalnych mieszkańców) – osada położona na wyspie Borðoy, w północnej części archipelagu Wysp Owczych. Należy do komuny Klaksvík.

## Położenie
Norðoyri jest osiedlem o charakterze wydłużonym, głównie ze względu na to że położona jest między morzem a stromymi wzniesieniami, przyklejona do wybrzeża. Norðoyri leży na wschodnim wybrzeżu fjordu Borðoyarvík, który otwiera się w kierunku południowym.

## Przystań
W Norðoyri znajduje się stary port z 14 tradycyjnymi szopami na łodzie.

## Drogi
Droga prowadząca przez wioskę nazywa się Oyrarvegur, potem zmienia nazwę na Fornavegur i kończy się jako Flatnavegur. Są też dwie drogi boczne: Fjøruvegur do starego portu i Túnið.

## Historia
W osadzie nie ma kościoła. Osada jest zamieszkana od czasu wikingów, z tych czasów zachowały się mogiły wikingów w Islendingatoftir, kilka kilometrów na południe od Norðoyri.

## Lawiny
Niedaleko znajduje się także ruina zabudowań wiejskich, które zostały zasypane lawiną śnieżną 12 marca 1745, a następnie odbudowane i zasypane ponownie, dokładnie w ten sam dzień, 20 lat później (12 marca 1765). Dwieście lat później, w roku 1945, ułożono tam głaz upamiętniający te tragiczne wydarzenia.

## Demografia
Od roku 1985 populacja wioski wzrosła z 15 osób do 104 w roku 2015, najprawdopodobniej przez to że jest położona blisko Klaksvík, drugiego co do wielkości miasta na Wyspach Owczych. Według danych Urzędu Statystycznego (I 2015 r.) jest 54. co do wielkości miejscowością Wysp Owczych.